# Адольф фон Трота
Адольф Лебрехт фон Трота (нім. Adolf Lebrecht von Trotha; 1 березня 1868, Кобленц — 11 жовтня 1940, Берлін) — німецький військово-морський діяч, адмірал. Кавалер ордена Pour le Mérite.

## Біографія
Третій син прусського офіцера Карла фон Трота (1834—1870), який загинув під час Франко-прусської війни.

### Початок служби
1 квітня 1886 року Трота посутпив на службу в кайзерліхмаріне кадетом і після закінчення навчання і стажування в 1891 році отримав звання лейтенанта. Він служив командиром міноносця №03 і штурманом на малому крейсері Seeadler. У 1901 році переведений в штаб Східно-азіатської ескадри в якості офіцера Адмірал-штабу.
На цій посаді він взяв участь в придушенні Боксерського повстання в Китаї. У 1901-1906 роках Трота служив в Імперському морському управлінні під керівництвом грос-адмірала Альфреда фон Тірпіца. Після служби в 1906-1908 роках на посаді 1-го офіцера на лінійному кораблі Elsas, в 1909 році був переведений в штаб флоту відкритого моря. У тому ж році призначений флігель-ад'ютантом імператора, а потім отримав під своє командування крейсер Konigsberg.
7 травня 1910 року Трота отримав призначення начальником відділу Морського кабінету імператора Вільгельма II, а 20 вересня 1913 року став командиром дредноута Kaiser.

### Перша світова війна
Під час Першої світової війни Трота спочатку командував тим же дредноутом Kaiser, 29 січня 1916 року був призначений начальником штабу Флоту відкритого моря, головного ударного з'єднання кайзерліхмаріне. Він займав цей пост під час Ютландської битви 31 травня — 1 червня 1916 року. 17 грудня 1916 отримав придворний чин адмірала Свити Його Імператорської Величності. У 1918 році очолив Управління особового складу Імперського морського управління. В кінці Першої світової війни Трота зайняв пост шефа Морського кабінету, а 26 березня 1919 року прийняв на себе керівництво Адміралтейством німецького ВМФ, яке було створено замість ліквідованого Імперського морського управління.

### Служба між світовими війнами
Під час Каппського путчу в березні 1920 року після створення уряду путчистів він заявив, що ВМФ знаходиться в їх розпорядженні. Цей факт не тільки був поставлений йому в провину, але і пізніше весь час існування Веймарської республіки став предметом суперечок про вірність флоту Конституції. Відразу після придушення путчу в березні 1920 року Трота був відсторонений посади, а після того, як проти нього порушено справу Імперським військовим судом, 5 жовтня 1920 року був звільнений у відставку.
Після входу у відставку Трота, який залишався переконаним монархістом, провів кілька місяців, в Нідерландах, в гостях у колишнього імператора Вільгельма ll в його будинку в Дорні. Потім в 1921 році він прийняв на себе керівництво націоналістичним Молодіжним союзом. Вітав прихід до влади нацистів, був почесним керівником Морських загонів Гітлер'югенду і був включений до складу Прусської державної ради. 23 березня 1934 року Трота став керівником Імперського союзу німецької морської могутності.
Разом з Адольфом Гітлером Трота 30 травня 1936 року, в день 20-річчя Ютландської битви, урочисто відкрив меморіал пам'яті загиблих моряків.
Трота помер 11 жовтня 1940 року в Берліні. Йому були влаштовані державні похорони. На прощанні, що відбувся в Берлінському меморіалі був присутній особисто Гітлер. Тіло адмірала було поховано на кладовищі євангельської церковної громади Глініке в Бранденбурзі.

## Сім'я
4 червня 1902 Адольф фон Трота одружився з Ганною фон Фельтгайм (15 січня 1877 — 8 серпня 1964), дочкою обер-камергера і оберєгермайстера Брауншвейзького герцогського двору, власника маєтку Дегштедт Фріца фон Фельтгайма.

## Звання
- Кадет (1 квітня 1886)
- Фенріх-цур-зее
- Лейтенант-цур-зее (1891)
- Оберлейтенант-цур-зее
- Капітан-лейтенант (1899)
- Корветтен-капітан (1904)
- Фрегаттен-капітан (1909)
- Капітан-цур-зее (7 травня 1910)
- Контрадмірал (17 грудня 1916)
- Віцеадмірал (21 жовтня 1919)
- Адмірал (19 серпня 1939)

## Нагороди
- Столітня медаль (22 березня 1897)
- Орден Червоного орла
  - 4-го класу з мечами (16 вересня 1900)
    - корона до ордена (28 травня 1906)

  - 3-го класу з бантом і мечами на кільці (27 січня 1911)
    - корона до ордена (27 січня 1912)

  - 2-го класу з дубовим листмя і мечами на стрічці з двома чорними і трьома білими смугами (31 травня 1917)
- Китайська медаль із застібкою «Тяньцзінь» (1901)
- Орден Грифа, лицарський хрест (14 грудня 1901)
- Орден Святої Анни 3-го ступеня з мечами та бантом (Російська імперія; 11 березня 1902)
- Орден Святого Михайла і Святого Георгія, компаньйон (Британська імперія; 28 липня 1902)
- Орден Святого Станіслава 2-го ступеня (Російська імперія; 8 вересня 1902)
- Хрест «За вислугу років» (Пруссія) (25 років; 17 травня 1906)
- Орден Корони (Пруссія)
  - 3-го класу (5 вересня 1909)
  - 2-го класу (15 листопада 1913)
- Орден Залізної Корони 2-го класу (Австро-Угорщина; 28 жовтня 1911)
- Орден «За заслуги» (Баварія), офіцерський хрест (27 квітня 1912)
- Колоніальна медаль (13 червня 1912)
- Королівський орден дому Гогенцоллернів, лицарський хрест з мечами 
  - орден (27 січня 1913)
  - мечі (5 червня 1916)
- Орден Фрідріха (Вюртемберг), командорський хрест 2-го класу (8 березня 1913)
- Орден Альберта (Саксонія), командорський хрест 2-го класу (28 травня 1913)
- Знак польового ад'ютанта імператора Вільгельма II (15 червня 1913)
- Орден Заслуг (Чилі), великий офіцерський хрест (31 серпня 1914)
- Залізний хрест 2-го і 1-го класу
- Pour le Mérite (10 червня 1916) — за заслуги під час Ютландської битви.
- Знак генерал-ад'ютанта імператора Вільгельма II (17 грудня 1916)
- Хрест «За військові заслуги» (Мекленбург-Шверін) 2-го і 1-го класу
- Військовий Хрест Фрідріха-Августа (Ольденбург) 2-го і 1-го класу
- Почесний хрест ветерана війни з мечами
- Золотий партійний знак НСДАП (1 березня 1938)
- Золотий почесний знак Гітлер'югенду

### Почесні звання
- Почесний керівник морських частин Гітлер'югенду
- Почесний громадянин Глініке

## Вшанування пам'яті
На честь Трота було перейменовано трьохщоглове судно, побудоване в Норвегії в 1919 році. У 1938 році його купила німецька влада, назвала «Admiral von Trotha» і використовувала як навчальний корабель.